# Plebania kolegiaty Najświętszej Maryi Panny w Stargardzie

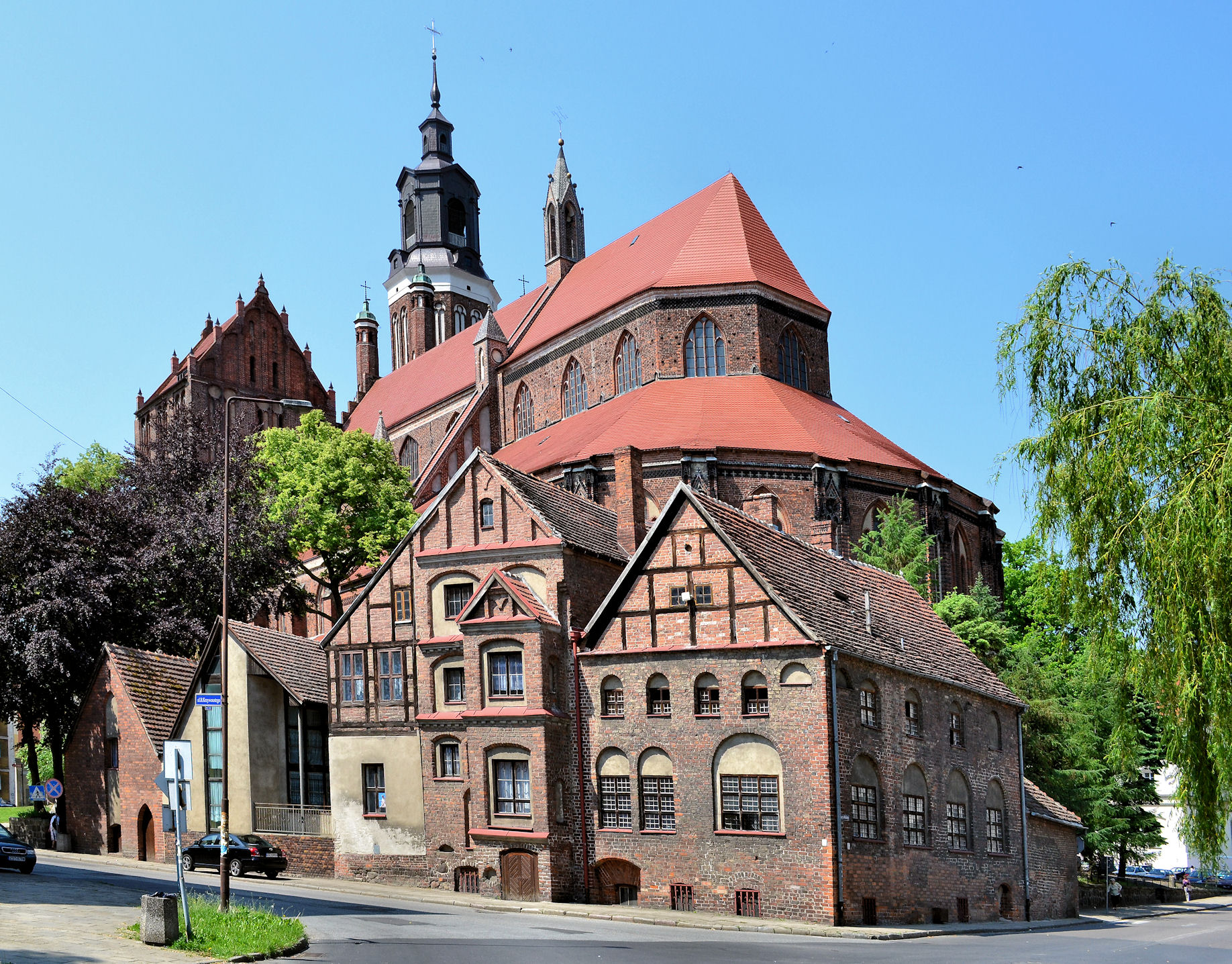
Plebania

Plebania kolegiaty NMP (pot. Organistówka) w Stargardzie nazwa ta obejmuje zabytkowy zespół trzech budynków, zlokalizowanych w narożniku ulic Kazimierza Wielkiego i Bolesława Krzywoustego w bliskim sąsiedztwie kolegiaty Mariackiej. Zespół plebanii wraz z kolegiatą Mariacką i murami obronnymi rozporządzeniem Prezydenta RP z dnia 17 września 2010 został uznany za pomnik historii.
 Budynek gotycki wpisany jest do rejestru zabytków pod nr rej.: A-1525 z 17.01.1966; - budynek renesansowy, XVI, nr rej.: A-1526 z 17.01.1966
Budynek przyległy wschodnią fasadą do ul. Kazimierza Wielkiego wzniesiono prawdopodobnie w końcu XIV wieku. Początkowo był on siedzibą nowo założonej szkoły Schola Gloriosæ Mariæ Virginis. Po wprowadzeniu reformacji mieściły się tu kolejno: diakonat, mieszkanie organisty, a w 1938 wykupiony został przez władze miasta na siedzibę Muzeum Regionalnego. Dekorację domu stanowią skromne blendy, w których umieszczono prostokątne okna. Ryglowe szczyty pochodzą z XIX wieku, pierwotnie posiadały zapewne gotycki wystrój.
Budynek środkowy, pochodzący z XVI wieku, użytkowany był przez proboszcza, a następnie przez diakonat. Dekorowany typowym dla tego okresu, częściowo wzorowane na ratuszu elementy wystroju: blendy, o późnogotyckich łukach, gzymsy  oraz zalążkowe formy maswerku z renesansowym już motywem tzw. „jaskółczego ogona”. Od południa do głównego korpusu dostawiony jest dwupiętrowy ryzalit. Zaś od zachodu do kamienicy przylega, przykryty wraz z nią jedną połacią dachu, niewielki budynek o konstrukcji ryglowej, pochodzący z XIX wieku.
W latach 80. XX wieku do konstrukcji dobudowano kolejny, czwarty budynek.
W czasie działań II wojny światowej budynki plebanii nie uległy większym uszkodzeniom i od 1958 użytkowane były jako internat szkoły zawodowej, a w 1959 przekazane na własność parafii NMP Królowej Świata.